# العلاقات الفنلندية الكورية الشمالية
العلاقات الفنلندية الكورية الشمالية هي العلاقات الثنائية التي تجمع بين فنلندا وكوريا الشمالية.

## مقارنة بين البلدين
هذه مقارنة عامة ومرجعية للدولتين:
| وجه المقارنة                                              | فنلندا                                                                               | كوريا الشمالية                        |
| --------------------------------------------------------- | ------------------------------------------------------------------------------------ | ------------------------------------- |
| المساحة (كم2)                                             | 338.42 ألف                                                                           | 120.54 ألف                            |
| عدد السكان (نسمة)                                         | 5.52 مليون                                                                           | 25.49 مليون                           |
| الكثافة السكانية (ن./كم²)                                 | 16.31                                                                                | 211.47                                |
| العاصمة                                                   | هلسنكي                                                                               | بيونغيانغ                             |
| اللغة الرسمية                                             | اللغة الفنلندية، اللغة السويدية                                                      | لغة كوريا الشمالية القياسية ‏          |
| العملة                                                    | يورو، ماركا فنلندية                                                                  | وون كوري شمالي                        |
| الناتج المحلي الإجمالي (بليون دولار)                      | 251.88 مليار                                                                         |                                       |
| الناتج المحلي الإجمالي (تعادل القوة الشرائية) بليون دولار | 231.84 مليار                                                                         |                                       |
| الناتج المحلي الإجمالي الاسمي للفرد دولار أمريكي          | 42.31 ألف                                                                            |                                       |
| الناتج المحلي الإجمالي للفرد دولار أمريكي                 | 40.68 ألف                                                                            |                                       |
| مؤشر التنمية البشرية                                      | 0.883                                                                                |                                       |
| رمز المكالمات الدولي                                      | +358                                                                                 | +850                                  |
| رمز الإنترنت                                              | .fi                                                                                  | .kp                                   |
| المنطقة الزمنية                                           | ت ع م+02:00، ت ع م+03:00، أوروبا/هلسنكي ‏، توقيت شرق أوروبا، توقيت شرق أوروبا الصيفي ‏ | ت ع م+08:30، ت ع م+08:30، ت ع م+09:00 |

## منظمات دولية مشتركة
يشترك البلدان في عضوية مجموعة من المنظمات الدولية، منها:
| علم المنظمة | اسم المنظمة                   | تاريخ انضمام فنلندا | تاريخ انضمام كوريا الشمالية |
| ----------- | ----------------------------- | ------------------- | --------------------------- |
|             | يونسكو                        | 10 أكتوبر 1956      | 18 أكتوبر 1974              |
|             | الاتحاد البريدي العالمي       | ?                   | ?                           |
|             | الاتحاد الدولي للاتصالات      | 1 سبتمبر 1920       | ?                           |
|             | الأمم المتحدة                 | 14 ديسمبر 1955      | 17 سبتمبر 1991              |
|             | المنظمة الهيدروغرافية الدولية | ?                   | ?                           |

## وصلات خارجية
- موقع وزارة الخارجية الفنلندية
- موقع وزارة الخارجية الكورية الشمالية